# حسين حلمي باشا
حسين حلمي باشا (بالتركية الحديثة: Hüseyin Hilmi Paşa) ـ (سبتمبر 1855 ـ أبريل 1922) هو سياسي عثماني من أصول يونانية. شغل منصب الصدر الأعظم للدولة العثمانية لفترتين وجيزتين إبان المشروطية الثانية (من 14 فبراير إلى 13 أبريل 1909 في أواخر عهد السلطان عبد الحميد الثاني، ومن 5 مايو 1909 إلى 12 يناير 1910 في عهد السلطان محمد رشاد). تولى منصب المفتش العمومي لمقدونيا بين عامي 1902 و1908، وكان واحدًا من أنجح المسؤولين العثمانيين في منطقة البلقان المضطربة في مطلع القرن العشرين. كما تولى منصب وزير الداخلية عامي 1908 و1909، وسفير الدولة العثمانية لدى الإمبراطورية النمساوية المجرية بين عامي 1912 و1918. رأس أيضًا الهلال الأحمر التركي.